# Christine Domino
Christine Domino (ur. 16 stycznia 1955) – australijska judoczka.
Brązowa medalistka mistrzostw Oceanii w 1977 i 1979. Wicemistrzyni Australii w 1979 i 1980 roku.